# Emiel Claeys
Pour les articles homonymes, voir Claeys.
Emiel Leopold Claeys, né le 12 avril 1894 à Gand et y décédé le 25 février 1984 fut un homme politique belge, membre du CVP.
Claeys fut secrétaire des travaux sociaux et syndicaliste chrétien.
Il fut élu conseiller communal (1926-), échevin (1944-1946) et bourgmestre (1947-1952; 1959-1969) de Gand; conseiller provincial (1932-1957) et président (1946-1957) de la province de Flandre-Orientale; sénateur de l'arrondissement de Gand-Eeklo (1957-1965).